# Кообі-Фора
Кообі-Фора (Koobi Fora) — значна територія на півночі Кенії, де виявлені чи найдавніші останки гомінідів (більше 160 особин), зокрема знайдений в 1972 році «череп 1470», що добре зберігся. Вік гомінідів і їх знарядь довго викликав суперечки, але тепер встановлено, що їм від 2 до 1,4 млн років.
«Череп 1470» свідчить про існування в Північній Африці приматів з досить великим мозком на ранній стадії людської еволюції. Деякі вчені висловлюють сумніви, однак більшість фахівців вважають, що він належить представнику Homo, людині рудольфській (Homo rudolfensis), яка виготовляла близько 2 млн років тому знаряддя, споріднені з олдувайською культурою.

## Ресурси Інтернета
- Koobi Fora Field School (англ.)
- Koobi Fora Research Project [Архівовано 20 серпня 2020 у Wayback Machine.] (англ.)
- The Jade Sea and a treasure-trove of fossils [Архівовано 11 травня 2008 у Wayback Machine.] (англ.)
- Age of KBS Tuff in Koobi Fora Formation, East Rudolf, Kenya [Архівовано 24 травня 2011 у Wayback Machine.], article by Curtis, Drake, Cerling & Hampel in Nature 258, 395–398 (4 December 1975). Abstract and bibliography are for free. (англ.)
- PALEOCLIMATIC IMPLICATIONS OF VERTISOLS WITHIN THE KOOBI FORA FORMATION, TURKANA BASIN, NORTHERN KENYA, JONATHAN G. WYNN and CRAIG S. FEIBEL, in the University of Utah's Journal of Undergraduate Research, Copyright 1995, Undergraduate Research Opportunities Program, University of Utah Vol. 6, No. 1 pp. 32-42. (англ.)
- Stratigrapy, correlation, and age estimates for fossils from Area 123, Koobi Fora [Архівовано 14 червня 2018 у Wayback Machine.], Feibel, Craig S., Lepre, Christopher J., and Quinn, Rhonda L., Journal of Human Evolution, 2009 Aug;57(2):112-122. (англ.)
- Into the Fossil Valley and Koobi Fora: Part II Discovery Channel videos made available for public viewing at the dailyplanet [Архівовано 29 вересня 2007 у Wayback Machine.] site. (англ.)
- An interview with: Dr. Ian McDougall, in-cites, July 2004. (англ.)

| Цератопс | Це незавершена стаття з палеонтології. Ви можете допомогти проєкту, виправивши або дописавши її. |